# Centro Liberal Renovador
Centro Liberal Renovador (CLr) es un partido político de carácter centrista y localista, situado en Valencia y con base en Orihuela. Su cabeza es Pedro Mancebo Gilabert. En las elecciones a las Cortes Valencianas de 2007 sólo se presentó en la provincia de Alicante y obtuvo 1.449 votos (0,18%). Más éxito obtuvo en las elecciones municipales de 2007, ya que obtuvo un concejal en el ayuntamiento de Orihuela (Joaquín Ezcurra). El 6 de junio de 2008 celebró su primer congreso.
En las elecciones municipales de 2011 se presentó en coalición con el Partido Independiente de Orihuela Costa (CLARO), y obtuvo 4 concejales.
En las elecciones municipales de 2015, el partido no se presentó. Su candidato a la alcaldía en 2011, Pedro Mancebo, abandonó la primera línea de la política y el presidente, Juan Ignacio López Bas, se presentó por el partido Ciudadanos